# عصائب أهل الحق
المقاومة الإسلامية عصائب أهل الحق وتعرف أيضا ب «عصائب أهل الحق من العراق» جماعة سياسية عراقية لها جناح عسكري فعال حالياً شُكِلت عِندَ تكوينها من شيعة العراق ولاحقاً انضم إليها مقاتلون من سُنّة العراق من محافظة صلاح الدين  بعد سيطرة تنظيم الدولة الإسلامية المعروف إعلامياً بـداعش على مساحات من الأراضي العراقية في عام 2014 . تعمل عصائب أهل الحق داخل العراق ولها تواجد في سوريا. أدرجتها الولايات المتحدة على قوائم الإرهاب

## تأسيسها
انشق قيس الخزعلي من جيش المهدي التابع لمقتدى الصدر لإنشاء شبكة خاصه به بعد معركة جيش المهدي ضد القوات الأمريكية في 2004. عندما وقع جيش المهدي وقف إطلاق النار مع الحكومة العراقية والأمريكيين لوقف القتال، استمرت الفصيلة التابعة لـ قيس الخزعلي بالقتال. خلال المعركة كان الخزعلي مسبقاً يصدر أوامره الخاصة لرجال المقاومة من دون موافقة مقتدى الصدر. قيادة الجماعة تتضمن قيس الخزعلي وعبد الهادي الدراجي وأكرم الكعبي. في منتصف 2005 قامت الجماعة بمصالحة مقتدى الصدر. في يوليو 2006 تم تأسيس عصائب أهل الحق وأصبحت واحدة من المجموعات الخاصة التي تعمل بشكل أكثر استقلالية عن باقي جيش المهدي. أصبحت عصائب أهل الحق مستقلة بشكل كامل بعد حل جيش المهدي بعد عملية صولة الفرسان. في نوفمبر 2008 عندما أنشأ مقتدى الصدر جماعة جديدة لخلافة جيش المهدي سُميت لواء اليوم الموعود، طلب من العصائب وجماعات أخرى الانضمام لها، لكنهم رفضوا.

## أنشطتها وعملياتها
أعلنت الجماعة مسؤوليتها عن ما يقارب 6 آلاف هجوم في العراق، بما في ذلك الهجوم على معكسر الصقر في 10 أكتوبر 2006، واغتيال قائد عسكري أمريكي في النجف، وإسقاط مروحية ويستلاند لينكس البريطانية في 6 مايو 2006، والهجوم على السفير البولندي في 3 أكتوبر 2007. لكن أبرز هجوم شاركت فيه الحركة كان عملية مجلس محافظة كربلاء 2007 في 20 يناير 2007 في محافظة كربلاء عند اقتحام قوة خاصة من جيش المهدي مبنى مجلس محافظة كربلاء بداخله وحدة أمن أمريكية مشتركة وقتلوا جندي أمريكي واختطفوا أربعة آخرين قاموا بقتلهم لاحقاً. بعد الهجوم، شن الجيش الأمريكي حملة على الجماعة وتم قتل العقل المدبر لهجوم كربلاء أزهر الدليمي في بغداد، بينما اعتقل الكثير من قادة الجماعة بما في ذلك الأخوة قيس وليث الخزعلي وعضو في حزب الله اللبناني علي موسى دقدوق الذي كان مستشار الخزعلي وكان مسؤولا عن علاقاتها مع حزب الله. بعد تلك الاعتقالات في 2007، قام أكرم الكعبي الذي كان القائد العسكري لجيش المهدي حتى مايو 2007 بقيادة الجماعة. في 2008 فرَّ العديد من مقاتلي الجماعة إلى إيران بعدما سمح للجيش العراقي باستعادة السيطرة على مدينة الصدر وتم حل جيش المهدي. هنا معظم المقاتلين تم إعادة تدريبهم في تكتيكات جديدة. ذلك أدى إلى هدوء كبير في نشاط الجماعة من مايو إلى يوليو 2008.
في فبراير 2010، اختطفت الجماعة المتعهد المدني لوزارة الدفاع الأمريكية عيسى سالومي، أحد المجنسين الأمريكيين في العراق. أول اختطاف رفيع المستوى لأجنبي في العراق منذ خطف خبير تكنولوجيا المعلومات البريطاني بيتر مور وأربعة من حراسه (والذي تم أيضا بواسطة عصائب أهل الحق). طالبت الجماعة بالإفراج عن جميع مقاتليها المسجونين من قبل السلطات العراقية والجيش الأمريكي في مقابل الإفراج عنه. في حالة بيتر مور، حراسه الأربعة قتلوا ولكن أفرج عن مور عندما أطلق سراح زعيم الجماعة قيس الخزعلي في يناير 2010. قبل الإفراج عن قيس، كانت القوات الأمنية قد أطلقت سراح أكثر من 100 من مقاتلي الجماعة من ضمنهم ليث الخزعلي. أطلق سراح عيسى سالومي في مارس 2010 مقابل الإفراج عن 4 من مقاتليهم المعتلقين من قبل السلطات العراقية. من مجموع 450 عضو بالجماعة تم تسليمهم من قبل القوات الأمريكية إلى السلطات العراقية منذ اختطاف بيتر مور، أكثر من 250 منهم تم الإفراج عنه من قب السلطات العراقية.
في 21 يوليو 2010، قال الجنرال راي أوديرنو أن إيران تدعم ثلاث مجموعات شيعية متطرفة في العراق كانت تحاول مهاجمة القواعد الأمريكية. واحدة من المجموعات هي عصائب أهل الحق بينما الأخريات هما لواء اليوم الموعود وحزب الله.
في ديسمبر 2010 أفيد أن قادة قوات شيعية سيئي السمعة مثل أبو درع وأبو مصطفى الشيباني قد عادوا من إيران إلى العراق للعمل مع عصائب أهل الحق. تم تحديد آية الله العظمى الإيراني كاظم الحائري كزعيم روحي للجماعة.
في يوم الجمعة ال10 من أغسطس 2012، قام رجال عصائب أهل الحق باقتحام مسجد سني في حي الأمين الثاني بمنطقة بغداد الجديدة، محوّلين الجامع إلى مسجد شيعي ومنعوا دخول السنة من الدخول أليه.
في شهري أغسطس وسبتمبر 2012، بدأت عصائب أهل الحق بحملة ملصقات وزعت فيها أكثر من عشرين ألف ملصق للمرشد الأعلى آية الله السيد علي خامنئي في أنحاء العراق. وقال مسؤول كبير في الحكومة المحلية في بغداد أن عمال البلدية يخشون إزالة الملصقات خوف من العقاب على يد رجال من عصائب أهل الحق.

## كتائب حيدر الكرار
الفرع السوري للجماعة يسمى كتائب حيدر الكرار ويقوده أكرم الكعبي، الذي هو القائد العسكري لعصائب أهل الحق ويتمركز الفرع في حلب. وفقاً لتقرير نشرته الغارديان في 2014 عن تدخل عصائب أهل الحق في الحرب الأهلية السورية: "حزب الله يدعي أيضا تدخل على نطاق واسع في سوريا إلى جانب الأسد دفاعاً عن مزار [[السيدة زينب ]]. فكذلك يفعل كتائب حزب الله، وكيل آخر عراقي مدعوم من إيران، الذي غالباً ما يدفن أعضائه بجانب مقاتلي عصائب أهل الحق في النجف، والذين كانوا في طليعة الهجمات ضد المعارضة السنية بشكل حصري تقريباً عبر سوريا. هم، جنبا إلى جنب مع الحرس الثوري الإيراني، يساعدون في تحويل دفة الأمور لصالح نظام بشار الأسد، والذي كان في أواخر عام 2012 يفقد السيطرة على دمشق لجماعات متمردة الذين كانوا يجدون تشققات خطيرة في الطوق الداخلي للنظام. "ثم جاء قرار استراتيجي من قبل جميع الجماعات الشيعية في الدفاع عن الأسد مهما كان الثمن،" هذا ما قاله السفير الإقليمي القائم سابقا في دمشق. "تستطيع أن ترى تحولا في الأسد على الفور تقريبا. حتى في خطاباته، كأنه يقول 'يمكننا أن ننتصر'."
تقديرات أعداد المقاتلين الشيعة في سوريا تتراوح بين 8,000 و 15,000. مهما كان الرقم الحقيقي، فإن اشتراك أعداد كبيرة من العراقيين في الحرب السورية ليس سرا مثلما كان في الأشهر الأولى من الحرب الأهلية في سوريا، التي باتت تخاض على طول صدع طائفي."
في 2017، أسست الحركة حزبها الخاص بنفس الاسم.

## انتخابات العراق 2014
الجماعة كان لديها مرشحين في الانتخابات التشريعية العراقية 2014 تحت راية كتلة الصادقون. واستهدفت سلسلة تفجيرات أحد الحملات الانتخابية للكتلة في ملعب الصناعة في شرق بغداد وكان يضم ما يقدر بمئة ألف من أنصار الصادقون مما أسفر عن مقتل 37 شخصا على الأقل وإصابة عشرات آخرين، وفقاً لكلام للشرطة العراقية. كان منظموا الحملة من الجماعة الشيعية يخطون للإعلان عن أسماء مرشحيهم للانتخابات البرلمانية. انتهى المطاف بفوز كتلة صادقون بمقعد واحد فقط من أصل 328 مقعدا في البرلمان العراقي.

## القوة
قُدر عدد عناصر ميليشيا عصائب أهل الحق بحوالي 3000 مقاتل في مارس 2007، في منتصف عام 2008، رفضت القوات متعددة الجنسيات في العراق أن تعطي تقدير لحجم الميليشيا، لكنها أشارت إلى أن "أعدادهم قد تضاءلت بشكل كبير لأن المئات قد تم أعتقالهم أو قتلهم أو فِرارهم وقسم منهم تخلوا عن أسلوب حياتهم الإجرامي". لكن في تموز عام 2011، قدر مسؤولون من الحكومة الأمريكية أن هناك أقل من 1000 عنصر من ميليشيا عصائب أهل الحق المتبقين بالعراق. ويُزعم أن المجموعة تتلقى حوالي 5 ملايين دولار من الأموال النقدية وكذلك أسلحة شهريًا من إيران. عند انسحاب القوات الأمريكية من العراق في ديسمبر 2011، أعلن قيس الخزعلي في يناير 2012 أن الولايات المتحدة قد هُزمت والميليشيا الآن مستعدة لنزع سلاحها والانضمام إلى العملية السياسية.
منذ بداية الحرب الأهلية العراقية (2014–2017)، ازداد عناصر ميليشيا عصائب أهل الحق إلى حوالي 10,000 شخص. ووصِفت ميليشيا عصائب أهل الحق بأنها من "أقوى فصائل الحشد الشعبي". وجُند مئات من المقاتلين السُنة لمحاربة تنظيم الدولة الإسلامية (داعش).

## التمويل
يزعم أن عصائب أهل الحق تتلقى التدريب والأسلحة من فيلق القدس التابع للحرس الثوري الإيراني وكذلك من الجماعة اللبناية حزب الله المدعومة أيضاً من إيران. بحلول مارس 2007، توفر إيران شبكة بين 750,000 $ و 3 ملايين دولار من الأسلحة والدعم المالي كل شهر. أبو مصطفى الشيباني، وهو عضو سابق في فيلق بدر كان يدير شبكة تهريب مهمة معروفة باسم «شبكة شيباني» لعبت دورا رئيسيا في تزويد العصائب. تم أيضا تزويد الجماعة من قبل شبكة تهريب برئاسة أحمد سجاد الغراوي، أحد قادة جيش المهدي السابقين، ينشط في محافظة ميسان.

## الهيكل التنظيمي
اعتبارا من عام 2006 كان لدى عصائب أهل الحق ما لا يقل عن أربعة فروع فعالة:
- لواء الإمام علي – مسؤولة عن جنوب ووسط العراق (المحافظات العراقية الشيعية العشرة: بابل و‌البصرة ومحافظة بغداد و‌ذي قار و‌كربلاء و‌ميسان و‌المثنى و‌النجف و‌القادسية و‌واسط.
- لواء الإمام الكاظم - مسؤولة عن غرب بغداد (غالباً في منطقتي الكاظمية والرشيد الشيعيتان ولكن أيضا بعض الأنشطة الطفيفة في مناطق الكرخ المختلطة ومنطقة المنصور التي تسكنها أغلبية سنية)
- لواء الإمام الهادي - مسؤولة عن شرق بغداد (غالباً في مناطق مدينة الصدر وبغداد الجديدة والكرادة ذات أغلبية شيعية ولكن مع بعض الأنشطة الطفيفة في مناطق الرصافة المختلطة ومنطقة الأعظمية التي تسكنها أغلبية سنية)
- لواء الإمام العسكري - مسؤولة عن وسط العراق (فعالة في المناطق الشيعية جنوب محافظة ديالى ومدينة سامراء بمحافظة صلاح الدين وبعض المناطق الشيعية في محافظتي نينوى وكركوك)
- لواء حيدر الكرار - مسؤولة عن سوريا (غالباً جنوب دمشق وغرب حلب)
- لواء كفيل زينب - سوريا[44]

### أخرى
- لواء 41[45]
- لواء 42 قوات لواء الشهيد القائد أبو موسى العامري[45]
- لواء 43[45]

## إتهامات
خصت منظمة هيومن رايتس ووتش عصائب أهل الحق وميليشيات أخرى بالنقد بعد أن قالت أنها اختطفت وقتلت «عشرات» المواطنين السنة وهدمت منازل ومتاجر ومساجد الطائفة السنية.

## روابط خارجية

### الموقع الرسمي
- المقاومة الإسلامية عصائب أهل الحق